# Callia bicolor
Callia bicolor är en skalbaggsart som först beskrevs av Stefan von Breuning 1960.  Callia bicolor ingår i släktet Callia och familjen långhorningar. Inga underarter finns listade.